# Liste de musées en Lituanie
Pour les autres articles nationaux ou selon les autres juridictions, voir Liste des musées par pays.
Cet article présente une liste non exhaustive de musées au Lituanie, classés par ville.

## Kaunas

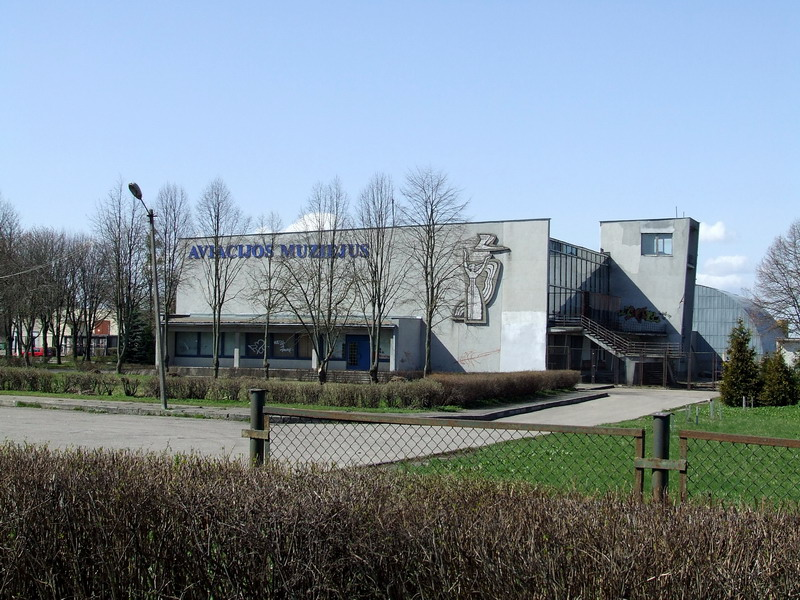
Le musée de l'aviation de Lituanie.

- Bibliothèque-musée du Président Valdas Adamkus (lt)
- Galerie d'art Mykolas Žilinskas (lt)
- Galerie de dessins de Kaunas (lt)
- Musée pour aveugles de Kaunas (en)
- Musée de l'aviation de Lituanie (lt)
- Musée du diable (lt)
- Musée de la guerre-Vytautas le Grand.
- Musée de l'histoire des communications (lt)
- Musée d'histoire de la médecine et de la pharmacie de Lituanie (ca)
- Musée national d'art Mikalojus-Konstantinas-Čiurlionis
- Musée du Neuvième fort
- Musée populaire de la vie quotidienne en Lituanie (lt)
- Musée du sport de Lituanie (lt)
- Musée zoologique Tadas Ivanauskas de Kaunas (lt), zoo de Lituanie
- Palais présidentiel historique

## Klaipėda

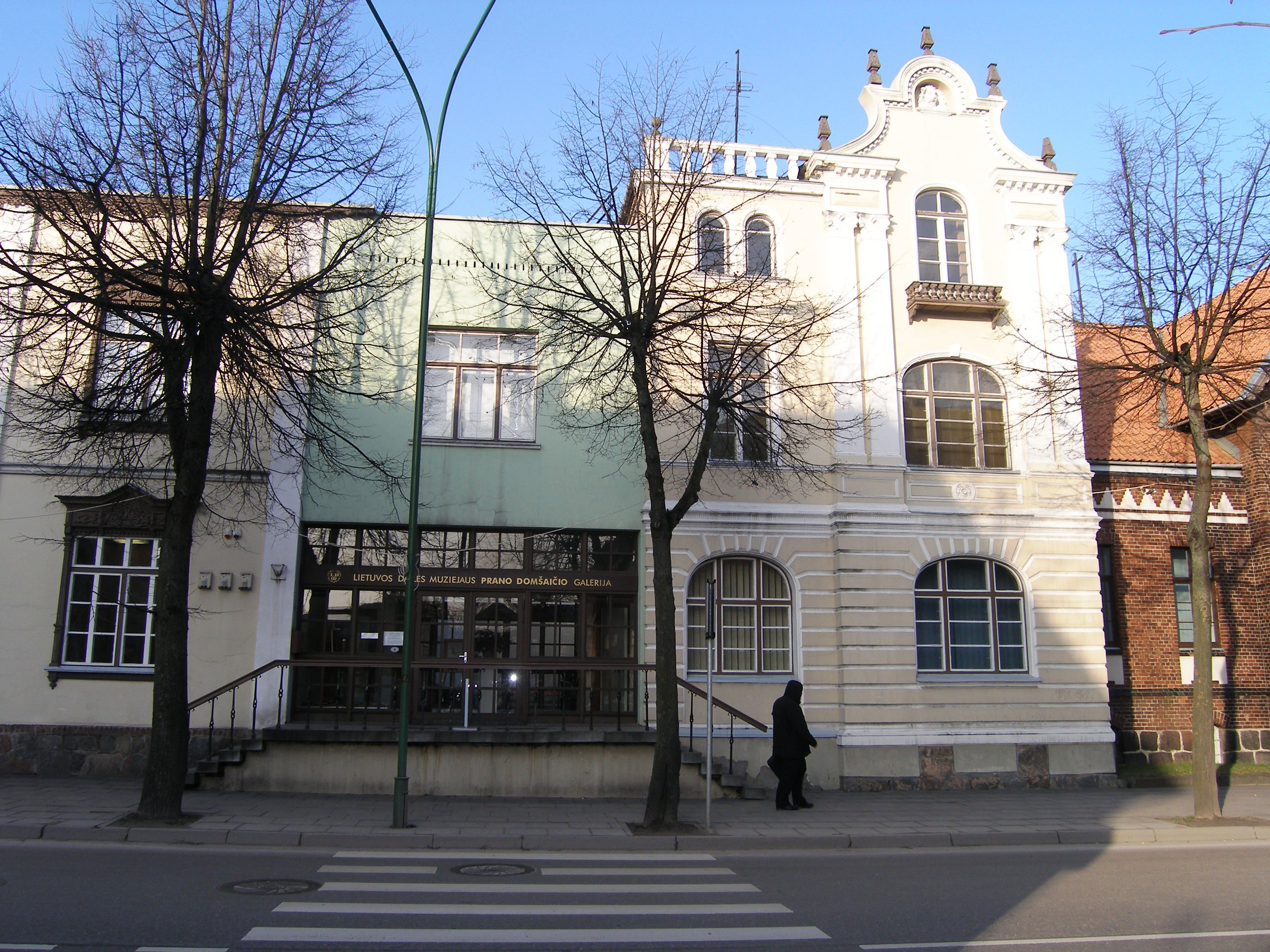
La Galerie Pranas Domšaitis.

- Dinopark – Radailiai (lt)
- Galerie Pranas Domšaitis (lt)
- Musée du forgeron (lt)
- Musée d'histoire de la Lituanie (lt)
- Musée des horloges de Klaipėda (lt)
- Musée maritime de Lituanie (lt)

## Vilnius[1]
- Château de Vilnius
- Gintaro muziejus-galerija
- Musée national de Lituanie

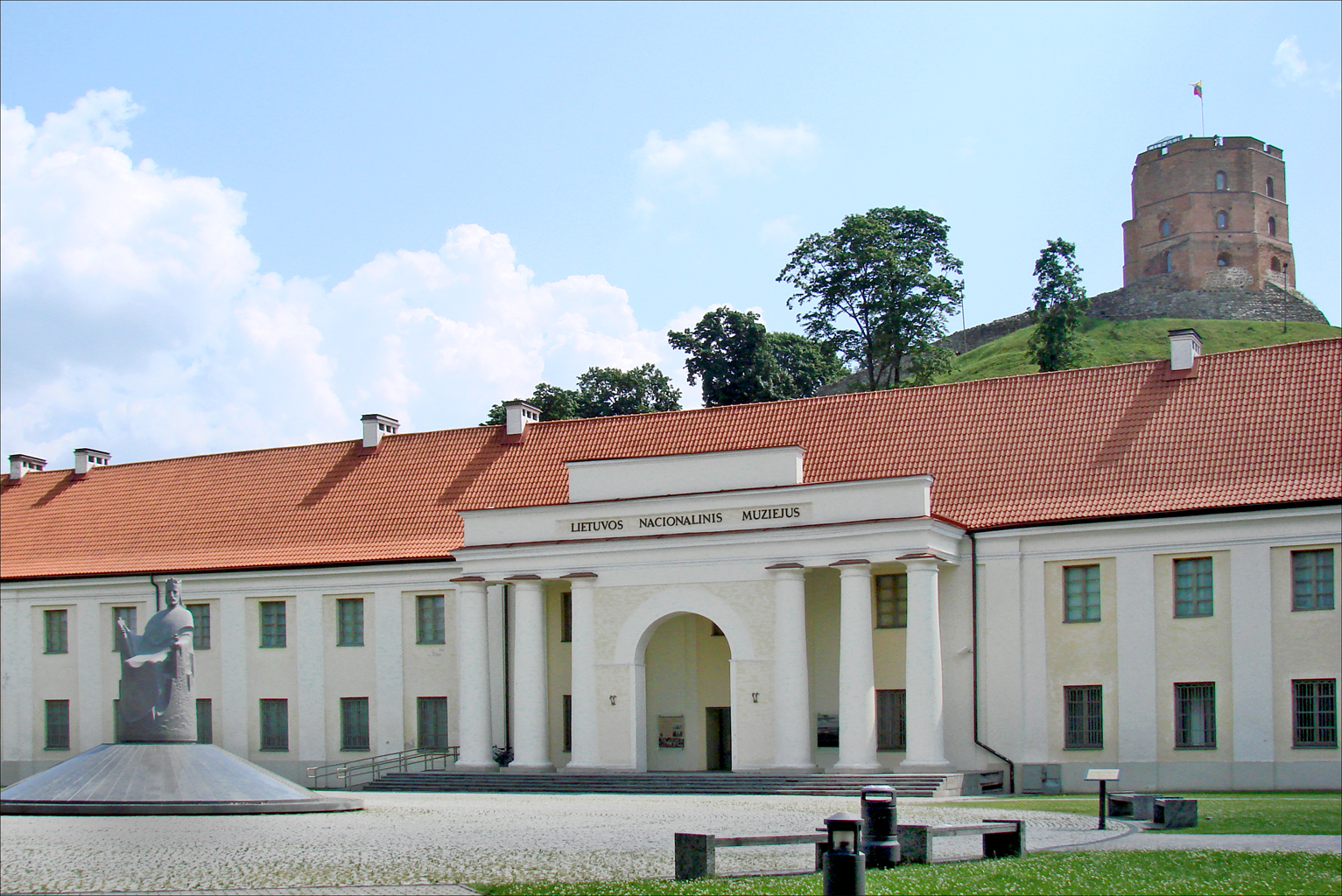
Le musée national de Lituanie (nouvel Arsenal) avec la statue de Mindaugas.

  - Nouvel Arsenal au château de Vilnius
  - Vieil Arsenal au château de Vilnius
  - Maison des Signataires
  - Maison-musée Kazys Varnelis (lt)
  - Musée Vincas Kudirka
  - Tour de Gediminas

- Musée Juif Gaon de Vilnius[2],
  - Musée de l'Holocauste, Maison verte, Holokausto Muziejus, (12 rue Pamėnkalnio2),
  - Centre de la Tolérance (10/2 rue Naugarduko)
  - Musée mémorial de Paneriai,
  - Centre de la Culture et de l'Art Litvak (en projet),

- Lietuvos dailės muziejus, Musée d'art de Lituanie[3]
  - Vilniaus paveikslų galerija, Galerie de photographie de Vilnius,
  - Nacionalinė dailės galerija, Galerie Nationale d'Art, Musée d'art de Lituanie (ca), Lithuanian Art Museum,
  - Laikrodžių muziejus, Musée de l'Horloge,
  - Radvilų rūmų muziejus, Musée du palais Radziwill
  - Vytauto Kasiulio dailės muziejus, Musée d'Art Vytautas Kasiulio,
  - Prano Domšaičio galerija, Galerie de photos Franz,
  - Taikomosios dailės ir dizaino muziejus, Musée d'Art Appliqué et de Design
  - Palangos gintaro muziejus, Musée de l'ambre Palangas
  - Miniatiūrų muziejus, Musée des miniatures,

- Musée des victimes du génocide (en)
- Manoir Tuskulėnai (en), complexe mémoriel, Parc de la Paix,

- Musée de l'énergie et de la technologie (en)
- Musée Guggenheim Hermitage de Vilnius,
- Centre des arts visuels Jonas Mekas (en),
- Palais Radziwiłł (lt),
- Musée de l'illusion[4],
- Polizeimuseum Vilnius (de),
- Musée de l'héritage de l'Église[5],
- Musée du Théâtre et du Cinéma[6],
- Musée de l'Ancienne Apiculture, Lithuanian Museum of Ancient Beekeeping (en),
- Musée Ferroviaire, Railway Museum (Geležinkelių muziejus (lt)),
- Musée Littéraire A. Pouchkine[7],
- Musée des jouets[8],

- Jardin botanique de l'Université de Vilnius
- Musée ethnographique en plein-air[9]

## Autres villes
- Musée des beaux-arts samogitiens, à Plungė
- Musée du centre de l'Europe, parc de l'Europe (Europos Parkas), municipalité du district de Vilnius
- Musée du cheval, à Anykščiai
- Musée de Kretinga (lt), à Kretinga
- Musée de Mažeikiai (lt), à Mažeikiai
- Parc Grūtas, à Druskininkai